# Zbiornik poregulacyjny

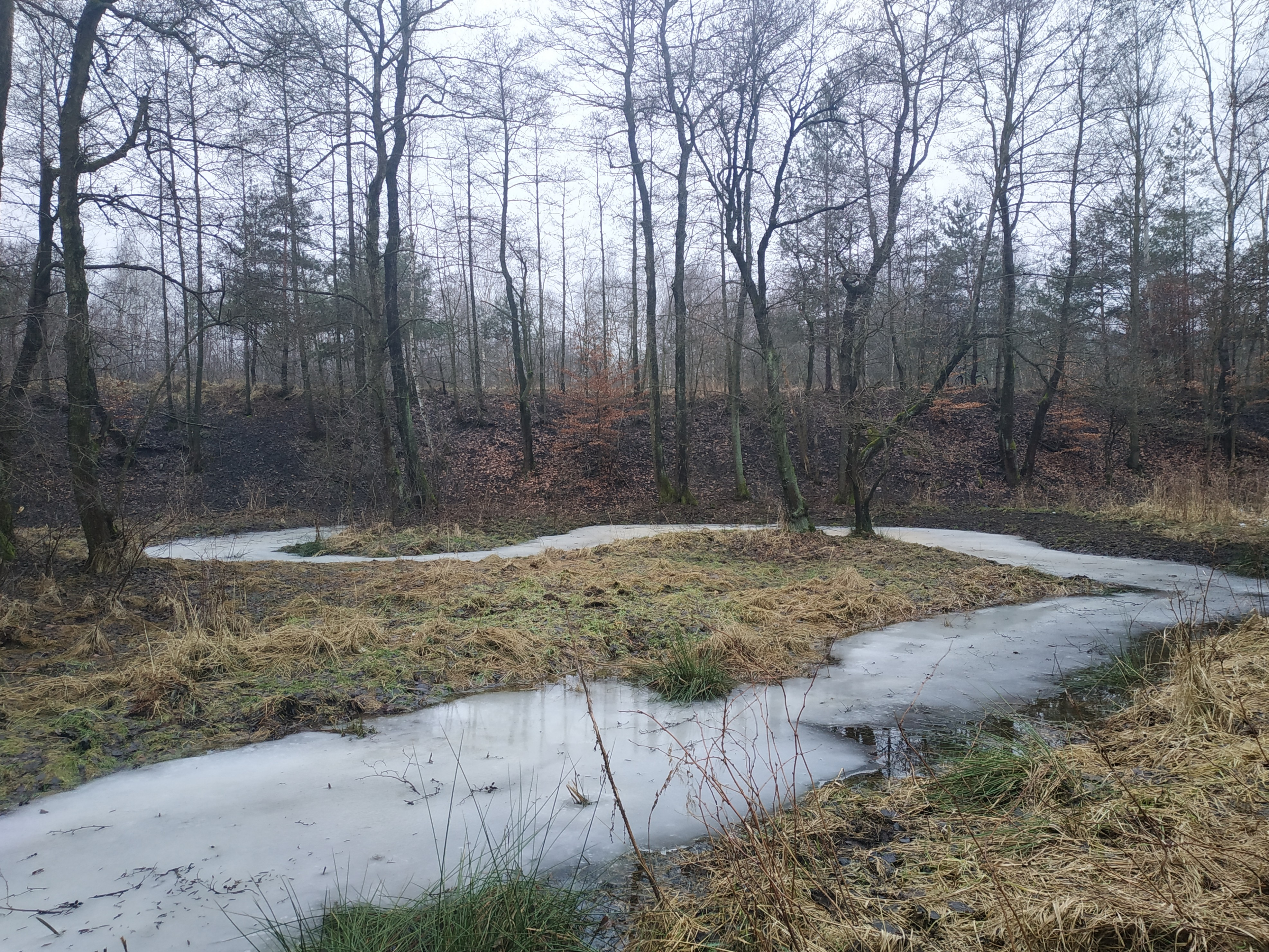
Zbiornik poregulacyjny przy rzece Mlecznej w Tychach

Zbiornik poregulacyjny - odcinek dawnego koryta rzecznego, który został odseparowany podczas prac regulacyjnych w dnie doliny. Zbiorniki poregulacyjne są zaliczane do antropogenicznych zbiorników wodnych (jezior antropogenicznych) ponieważ o ostatecznej zmianie środowiska rzecznego na jeziorne zdecydowały techniczne zabiegi regulacyjne, a nie ogół naturalnych procesów fluwialnych, mimo że ich misa została wypreparowana zazwyczaj przez naturalne procesy meandrowania rzeki. Zbiorniki poregulacyjne zachowały wiele cech morfometrycznych, biotopowych i biocenotycznych wspólnych ze starorzeczami jako rodzajem jezior (zbiorników naturalnych).